# Maszami Kobusi
A Maszami Kobusi (マサミコブシ) Okui Maszami első feldolgozásalbuma.

## Érdekességek
- Az album az énekesnő karrierjének tizedik évfordulója alkalmából készült, régebbi animedalok hallhatók eredeti hangszerelésben a saját feldolgozásában. Ezek a dalok valamilyen téren kötődnek az énekesnőhőz; vokálozott alatta, vagy az adott animének egy másik betétdalát énekelte.
- Az album eredetileg 2003. május 1-jén jelent meg limitált kiadásban, de az érdeklődés olyan nagy volt, hogy 2005. május 11-én újra kiadták.

## Dalok listája
1. Cutie Honey 2:55
  - A Cutie Honey anime nyitófőcím-dala
  - Eredeti előadó: Maekava Joko
2. Give a Reason 4:27
  - A Slayers Next anime nyitófőcím-dala
  - Eredeti előadó: Hajasibara Megumi
3. Truth 4:49
  - A Sódzso kakumei Utena anime zárófőcím-dala
  - Eredeti előadó: Jumi Luca
4. Love Squall 3:29
  - A Lupin III anime zárófőcím-dala
  - Eredeti előadó: Mizuki Icsiró
5. Zankoku na tensi no These 4:02
  - A Neon Genesis Evangelion nyitófőcím-dala
  - Eredeti előadó: Takahasi Jóko
6. Successful Mission 4:09
  - A Saber Marionette J nyitófőcím-dala
  - Eredeti előadó: Hajasibara Megumi
7. Ghost Sweeper 3:44
  - A Ghost Sweeper Mikami nyitófőcím-dala
  - Eredeti előadó: Harada Csie
8. Lupin III Ai no Theme 3:26
  - A Lupin III zárófőcím-dala
  - Eredeti előadó: Mizuki Icsiró
9. Tamasii no Refrain 5:28
  - Az Evangelion: Death & Rebirth anime mozifilm zárófőcím-dala
  - Eredeti előadó: Takahasi Jóko
10. Northern Lights 3:26
  - A Sámán király anime zárófőcím-dala
  - Eredeti előadó: Hajasibara Megumi
11. You Get to Burning 4:09
  - A Kidó szenkan Nadesico anime nyitófőcím-dala
  - Eredeti előadó: Hajasibara Megumi
12. Kjó mo doko ka de Devilman
  - A Devilman anime zárófőcím-dala
  - Eredeti előadó: Toda Keizo